# Hr.Ms. Z 3 (1920)
De Hr.Ms. Z 3 was een Nederlandse torpedoboot van de Z 1-klasse. Het schip was het enige van de Z 1-klasse dat nog in dienst was bij het uitbreken van de Tweede Wereldoorlog. De Z 3 is gebouwd door de Amsterdamse scheepswerf Nederlandse Scheepsbouw Maatschappij.

## De Z 3 voor de Tweede Wereldoorlog
In 1921 tijdens een torpedolanceeroefening kwam de Z 3 in aanvaring met het doelschip de Hydra. De Z 3 raakte hierbij beschadigd, maar kon nog op eigen kracht de haven van Hellevoetsluis bereiken. De Hydra daarentegen zonk direct, maar kon wel worden gelicht en gerepareerd.

## De Z 3 tijdens de Tweede Wereldoorlog
In de meidagen van 1940 was de Z 3 ingedeeld bij het IJsselmeerflottielje. Het schip patrouilleerde de lijn Enkhuizen - Keteldiep. Na de capitulatie van Nederland op 14 mei 1940 werd de Z 3 op de dam van het Krabbersgat gezet. Daarna werd het schip in brand gezet door de eigen bemanning.
Het wrak van de Z 3 werd in 1940 of 1941 vlotgetrokken en voor de sloop verkocht.